# Czaja (dopływ Obu)
Czaja (ros. Чая) – rzeka w azjatyckiej części Rosji, lewy dopływ Obu. Przepływa przez rejon czaiński i kołpaszewski w obwodzie tomskim. Powstaje z połączenia rzek: Parbig i Bakczar.
Długość – 194 km, powierzchnia zlewni – 27 000 km², średni roczny przepływ 84 m³/s. Zasilanie w największym stopniu śniegowe. Skuta lodem od listopada do kwietnia. Spławna, żeglowna.
Główne dopływy: Niursa, Toja – lewe, Iksa – prawy.
Miejscowości położone nad rzeką: Ust-Bakczar, Wargatier, Podgornoje, Czainsk, Griszkino i Czażemto. W Czażemto znajdują się źródła wód mineralnych i sanatorium.